# Élections municipales de 2020 à Clermont-Ferrand
Pour un article plus général, voir Élections municipales françaises de 2020.
Les élections municipales françaises de 2020 à Clermont-Ferrand ont lieu le 15 mars 2020 (premier tour) pour le renouvellement du conseil municipal mais aussi conseil métropolitain.
À la suite du second tour, Olivier Bianchi est réélu avec 48,41 % des voix face à Jean-Pierre Brenas (36,5 %) et Marianne Maximi (15,08 %).

## Contexte
Comme dans toutes les communes de 1 000 habitants et plus, les élections à Clermont-Ferrand sont municipales et intercommunales. Chaque bulletin de vote comporte deux listes : une liste de candidats aux seules élections municipales et une liste de ceux également candidats au conseil métropolitain.
Le premier tour a eu lieu le 15 mars 2020, deux jours avant le début du confinement décrété dans le cadre de la pandémie du coronavirus (Covid-19).

## Candidats

### Premier tour
Le maire sortant Olivier Bianchi annonce en juin 2018 qu'il est candidat à l'élection. Olivier Bianchi réunit une liste de gauche regroupant plusieurs partis et mouvances de gauche et écologistes. Elle comprend le Parti socialiste, Europe Écologie Les Verts, Génération.s, le Parti communiste français, etc.
Aussi à gauche, Marianne Maximi, conseillère municipale sortante, est désignée le 29 novembre 2019 tête de liste de Clermont-Ferrand en commun, liste soutenue par La France insoumise et le collectif Nous sommes prêt.e.s.
Le parti La République en marche a investi Éric Faidy, novice en politique, cadre chez Michelin, pour les élections municipales à Clermont-Ferrand. Il a reçu le soutien d'Agir, de La Gauche moderne et de la direction locale du Modem. Des militants Modem de Clermont-Ferrand disent préférer Éric Faidy au député et conseiller régional Michel Fanget, soutenu par les instances nationale et départementale du Modem.
À droite, Jean-Pierre Brenas est à nouveau candidat pour le parti Les Républicains. Il annonce le 2 juin « se mettre en retrait » de sa famille politique momentanément pour le second tour, moment où sa liste fait alliance avec celle d'Eric Faidy.

Voici les candidats de la liste d'Union de la Gauche (LUG) d'Olivier Bianchi : 
Voici la liste du Rassemblement National, de Debout La France, de la Société Civile (ou SE) ainsi que de dissidents LR et de dissidents UDI (LRN) :
Voici la liste de La France Insoumise (LFI) menée par Marianne Maximi soutenue par LFI et le collectif Citoyen Nous Sommes Prêt.e.s :

Voici la liste d'Union du Centre (LUC) menée par Éric Faidy au premier tour soutenue par LREM, l'UDI, AGIR, ainsi que des dissidents du MODEM :
Voici les candidats de la liste Les Républicains (LLR) soutenue par LR, le MODEM, le PCD, SL et Objectif France menée par Jean-Pierre Brenas au premier tour :
Voici les candidats de la liste divers droite (LDVD) de Jean-Pierre Brenas, au second tour, à la suite de la fusion avec Éric Faidy :

### Second tour
Au début du mois de juin, Éric Faidy et Jean-Pierre Brenas décident de fusionner leur liste pour le second tour des élections municipales,. La République en marche, qui voit cette alliance comme « contre nature », décide de rejeter l'investiture LREM à Éric Faidy et envisage également un renvoi d'Éric Faidy et de militants qui l'ont suivi au second tour du parti présidentiel. Elle retire donc son soutien auprès du candidat après commission. Les anciens colistiers LREM d'Éric Faidy dénoncent à la suite de cette fusion « une démarche personnelle et un arrangement politicien ». Concernant ce revirement, les autres candidats ont également réagi dans les différents médias y compris le maire Olivier Bianchi ou encore Marianne Maximi, la représentante de la France Insoumise pour cette élection.
Le 25 juin, Jean-Luc Mélenchon se rend à Clermont-Ferrand pour rencontrer et soutenir Marianne Maximi dans sa candidature mais également pour apporter son soutien aux anciens ouvriers de Luxfer. Pour lui, cette élection municipale a un enjeu important et serait en cas de victoire pour Marianne Maximi un « message national » en faveur de la France insoumise. D'autres personnalités sont aussi présentes comme Philippe Martinez de la CGT et les députés FI Mathilde Panot et Manuel Bompard.
Olivier Bianchi s'est également rendu au meeting à l'usine de Gerzat en compagnie de Raphaël Glucksmann et Christine Pirès-Beaune.

## Sondages
| Source | Date de réalisation | Panel | LO    | FI     | PS-PCF-EELV | LREM  | MoDem  | LR     | RN     | Autres |
| Source | Date de réalisation | Panel | Savre | Maximi | Bianchi     | Faidy | Fanget | Brenas | Biscos | Autres |
| ------ | ------------------- | ----- | ----- | ------ | ----------- | ----- | ------ | ------ | ------ | ------ |
| Source | Date de réalisation | Panel |       |        |             |       |        |        |        | Autres |
| Ifop   | 6 au 9 janvier 2020 | 601   | —     | 8      | 45          | 10    | 6      | 21     | 9      | 1      |

| Source | Date de réalisation | Panel | PS-PCF-EELV | LREM  | LR     | RN     |
| Source | Date de réalisation | Panel | Bianchi     | Faidy | Brenas | Biscos |
| ------ | ------------------- | ----- | ----------- | ----- | ------ | ------ |
| Source | Date de réalisation | Panel |             |       |        |        |
| Ifop   | 6 au 9 janvier 2020 | 601   | 51          | 13    | 23     | 13     |
| Ifop   | 6 au 9 janvier 2020 | 601   | 53          | 35    | 35     | 12     |
| Ifop   | 6 au 9 janvier 2020 | 601   | 56          | 44    | 44     | —      |

N.B. :
- en gras sur fond coloré : le candidat arrivé en tête du sondage ;
- en gras sur fond blanc le candidat arrivé en deuxième position du sondage.

## Résultats
|                                                          |                          |                                            |              |              |             |             |        |        |  |
| Tête de liste                                            | Tête de liste            | Liste                                      | Premier tour | Premier tour | Second tour | Second tour | Sièges | Sièges |  |
| Tête de liste                                            | Tête de liste            | Liste                                      | Voix         | %            | Voix        | %           | CM     | CC     |  |
|                                                          | Olivier Bianchi          | PS-PCF-EÉLV-ND PP-G.s-PRG                  | 8 616        | 38,09        | 10 254      | 48,41       | 41     | 28     |  |
| Naturellement Clermont                                   |                          |                                            | 8 616        | 38,09        | 10 254      | 48,41       | 41     | 28     |  |
|                                                          | Jean-Pierre Brenas       | LR-MoDem-SL PCD-OF-MR-LGM                  | 4 691        | 20,74        | 7 730       | 36,50       | 10     | 7      |  |
| Révéler Clermont                                         |                          |                                            | 4 691        | 20,74        | 7 730       | 36,50       | 10     | 7      |  |
|                                                          | Éric Faidy               | LREM-Agir-UDI MoDem diss.-1 000 % Citoyens | 3 516        | 15,54        | 7 730       | 36,50       | 10     | 7      |  |
| Ensemble, transformons Clermont-Ferrand                  |                          |                                            | 3 516        | 15,54        | 7 730       | 36,50       | 10     | 7      |  |
|                                                          | Marianne Maximi          | LFI                                        | 2 786        | 12,31        | 3 194       | 15,08       | 4      | 3      |  |
| Clermont-Ferrand en commun                               |                          |                                            | 2 786        | 12,31        | 3 194       | 15,08       | 4      | 3      |  |
|                                                          | Philippe Fasquel         | Cause commune                              | 1 427        | 6,30         |             |             | 0      | 0      |  |
| Faisons cause commune                                    |                          |                                            | 1 427        | 6,30         |             |             | 0      | 0      |  |
|                                                          | Anne Biscos              | RN-DLF-LDP                                 | 1 219        | 5,38         | 0           | 0           |        |        |  |
| L'essentiel pour Clermont                                |                          |                                            | 1 219        | 5,38         | 0           | 0           |        |        |  |
|                                                          | Marie Savre              | LO                                         | 362          | 1,60         | 0           | 0           |        |        |  |
| Lutte ouvrière – Faire entendre le camp des travailleurs |                          |                                            | 362          | 1,60         | 0           | 0           |        |        |  |
|                                                          |                          |                                            |              |              |             |             |        |        |  |
| Votes valides                                            | Votes valides            | Votes valides                              | 22 617       | 96,48        | 21 178      | 97,21       |        |        |  |
| Votes blancs                                             | Votes blancs             | Votes blancs                               | 244          | 1,04         | 325         | 1,49        |        |        |  |
| Votes nuls                                               | Votes nuls               | Votes nuls                                 | 582          | 2,48         | 282         | 1,29        |        |        |  |
| Total                                                    | Total                    | Total                                      | 23 443       | 100          | 21 785      | 100         | 55     | 38     |  |
| Abstention                                               | Abstention               | Abstention                                 | 48 395       | 67,37        | 50 285      | 69,77       |        |        |  |
| Inscrits / participation                                 | Inscrits / participation | Inscrits / participation                   | 71 838       | 32,63        | 72 070      | 30,23       |        |        |  |

## Élus
Maire
- Olivier Bianchi (PS)

Adjoints
- 1re adjointe : Christine Dulac-Rougerie (SE)
- 2e adjoint : Nicolas Bonnet (EELV)
- 3e adjointe : Marion Canalès (PS)
- 4e adjoint : Cyril Cineux (PCF)
- 5e adjointe : Isabelle Lavest (PRG)
- 6e adjoint : Grégory Bernard (GS)
- 7e adjointe : Manuela Ferreira De Sousa (SE)
- 8e adjoint : Remi Chabrillat (EELV)
- 9e adjointe : Nicaise Joseph (PS)
- 10e adjoint : Jean-Christophe Cervantes (PCF)
- 11e adjointe : Cécile Audet (GS)
- 12e adjoint : Jérôme Godard (SE)
- 13e adjointe : Odile Vignal (EELV)
- 14e adjoint : Christophe Bertucat (PS)
- 15e adjointe : Magali Gallais (PCF)
- 16e adjoint : Jérôme Auslender (GS)
- 17e adjointe : Anne-Laure Stanislas (EELV)
- 18e adjoint : Didier Muller (SE)
- 19e adjointe : Sondès El Hafidhi (PS)
- 20e adjoint : Charles Dubreuil (SE)
- 21e adjointe : Sylviane Tardieu (PCF)

Conseillers municipaux de la majorité (liste d'union de la gauche)
- Samir El Bakkali (SE)
- Wendy Lafaye (SE)
- Marion Barraud (EELV)
- Thomas Weibel (EELV)
- Lucie Mizoule (SE)
- Pierre Sabatier (PS)
- Estelle Bruant (EELV)
- Dominique Adenot (PS)
- Vincent Soulignac (EELV)
- Claudine Khatchadourian (PS)
- Pierre Miquel (PCF)
- Steve Maquaire-beausoleil (GS)
- Yannick Vigignol (EELV)
- Anna Aubois (PS)
- Frédéric Pilaud (PRG)
- Valérie Bernard  (GS)
- Laëtitia Ben Sadok (EELV)
- Lucas Peyre (PS)

Conseillers municipaux d'opposition
Liste réunis pour vous (Divers droite)
→ Groupe avenir républicain
- Jean-Pierre Brenas (LR)
- Catherine Pinet-Tallon (LR)
- Géraldine Bastien (LR)
- Julien Bony (LR)
- Christiane Jalicon (LR)
- Julien Bony (LR)

→ Groupe centristes, écologiste et solidaire
- Eric Faidy (LREM)
- Fatima Bismir (MODEM)
- Stanislas Renié (MODEM)
- Alexis Blondeau (LREM)

Clermont-Ferrand en commun (La France insoumise)
- Marianne Maximi (LFI)
- Diego Landivar (LFI)
- Fatima Chennouf-Terrasse (LFI)
- Alparslan Coskun (LFI)